# Politică
Politica este știința și practica de guvernare a unui stat și reprezintă sfera de activitate social-istorică ce însumează relațiile, orientările și manifestările care apar între diversele categorii și grupuri sociale, între partidele politice, între națiuni ș.a.m.d. în vederea emancipării conceptelor proprii, în lupta pentru putere sau supremație ideologică, etc. Deși termenul este folosit în general în legătură cu actul de guvernare, el poate fi indentificat în toate interacțiunile grupurilor umane. 
Politica poate semnifica și orientarea, activitatea și acțiunea unui partid (sau a unor grupări), exercitată în domeniul guvernării problemelor interne sau externe. Sub acest sens, ea poate fi asimilată ideologiei partidului.
Două definiții frecvent utilizate în științele politice aparțin lui Harold D. Lasswell - „Cine ia, ce, când și cum" (1936) - și David Easton - „Atribuirea imperativă de valori pentru o societate” (1950).

## Geneza politicului
Ipoteza marxistă
Activitatea politică s-a născut pe o anumită treaptă de evoluție a colectivității umane în condițiile în care produsul muncii colective depășea necesarul de consum și exista posibilitatea acumulării unor bunuri în interes privat.Această stare de lucruri diferită de starea anterioară a dat naștere la opoziție a unor membri ai colectivității, născându-se lupta dintre cei ce posedă și cei ce nu posedă. Miza fiind bunurile acumulate, existau două posibilități: fie repartiția se făcea just, fie se iniția lupta pentru menținerea stării create de această diferență.Odată intrată în logica luptei colectivitatea se scindează fiecare parte dorind a instaura raporturi favorabile sieși prin intermediul forței ce începe să se structureze ierarhic ca grup armat, dând naștere germenului statului.Odată apărut elementul statal, cei mai inteligenți dispuneau de intrumentul social ce garanta regulile de comportament a subgrupurilor și indivizilor componenți ai comunității, în conformitate cu scopurile proprii.Ulterior, întreaga activitate politică s-a defășurat în jurul instrumentului puterii, adică a statului, ca acaparare a aparatului statal, ca subordonare și meținere în subordine a sistemului statal.

## O stare naturală
În 1651, Thomas Hobbes publică cea mai faimoasă lucrare a sa, Leviathan, în care propunea un model timpuriu de dezvoltare umană pentru a justifica crearea asociațiilor umane. Hobbes descrie o stare de natură ideală în care fiecare persoană avea drepturi egale la orice resursă a naturii și era liber să se folosească de orice mijloace pentru a beneficia de acele resurse. El afirma că o astfel de dispunere a creat un “război al tuturor împotriva tuturor” (bellum omnium contra omnes). Mai departe, afirma că oamenii semnau un contract social, renunțând astfel la drepturile absolute pentru anumite beneficii.
Deși se pare că această cooperare socială și ierarhiile dominante au precedat societăților umane, modelul lui Hobbes ilustrează o explicație rațională pentru crearea societăților (politicilor).

## Compoziția sistemului politic
Privit din punctul de vedere sistemic politicul este un subsistem al sistemului social și conține următoarele părți componente: instituțiile, organizațiile politice și conștiința politică.
Instituțiile politice sunt instituții prin intermediul cărora se exercită puterea.Prima instituție politică este statul ca instrument social organizat.Partidele constituie instituția care, deținănd dreptul de conducere a statului, poate transpune în practică programul de acțiune propriu.
Organizațiile politice sunt grupurile umane formale și informale (neoficiale) care reprezintă și categorii sociale mai largi, care exercită influențe, presiuni, propagandă sau agitații în favoarea sau în defavoarea partidelor cu acces la conducerea statului.
Clasele sociale politizate constituie un alt element al sistemului politic, devenind active în special în perioadele de conflict politic, fiind capabile să exercite influența pentru deținerea puterii în stat, fie formal, prin vot, fie informal - prin forță.
Conștiința politică există simultan pe mai multe niveluri de structurare și anume psihologia individuală politică, ca formă comună a conștiinței politice și ca formă structurată a conștiinței politice.
Conștiința politică de nivel psihologic constă în cunoștințe politice rudimentare, locale,interese politice minore,norme cu aplicație redusă, sentimente politice specifice.
Conștiința politică comună este dominată de cunoștințe politice relativ stabile, interese comune structurate ale grupurilor, norme politice interiorizate prin experiență colectivă. Conștiința politică comună servește acțiunilor de grup politic bazal.
Conștiința politică structurată superior se prezintă ca o concepție politică unitară despre societate ca total și ca o doctrină politică ce convertește ideile concepției privitoare la stările de fapt în norme generale de acțiune pentru schimbarea ordinii sociale în conformitate cu interesele clasei reprezentate. În continuarea acestor forme structurate există programul politic, parte integrantă a conștiinței politice, care vizează direct înfăptuirea concretă a scopurilor fundamentale ale clasei politice reprezentate.

## Sursa puterii în politică

### Puterea din punct de vedere pragmatic
Maxima lui Samuel Gompers, parafrazată adesea ca "Premiază prietenii și pedepsește dușmanii", se referă la două din cele cinci tipuri de putere recunoscute de psihologii sociali: puterea stimulativă (puterea de a premia) și puterea coercitivă (puterea de a pedepsi). Celelalte trei puteri derivă din acestea.
Puterea legitimității, puterea unui polițist sau a celui care ia decizii, este puterea dată de unei persoane de o autoritate recunoscută pentru a impune standarde comportamentale. Puterea legitimității este similară puterii coercitive prin aceea că o comportare inacceptabilă este pedepsită mai mult sau mai puțin direct.
Puterea deciziei este deținută de persoane în virtutea unor aptitudini sau atitudini. Îndeplinirea dorinței de a se simți la fel ca o celebritate sau un erou este premiul pentru obediență. Acesta este un exemplu de putere stimulativă în care o persoană se autopremiază.
Puterea expertului derivă din educație și experiență. De notat că puterea expertului este condițională circumstanțelor.

### Autoritateașilegitimitatea
Autoritatea în sensul politic este diferită de puterea politică prin aceea că implică legitimitatea și acceptanța; ea presupune că persoana sau statul care exercită puterea are dreptul să procedeze astfel. Legitimitatea este un atribut al guvernării câștigat prin dobândirea și aplicarea puterii conform unor standarde și principii recunoscute și acceptate.
Max Weber a identificat trei surse de legitimitate pentru autoritate, cunoscute drept clasificarea tripartită a autorității. El a propus trei rațiuni pentru care oamenii urmează dispozițiile celor care le dau:
Autoritatea tradițională este acceptată întrucât ea continuă și sprijină prezervarea valorilor existențe. Weber a numit-o "autoritatea eternului ieri". Sicietățile patriarhale (și mai rar și cele matriarhale) au acceptat monarhia ereditară în care autoritatea era dată de descendenții fostului lider. Urmații s-au supus acestei autorități pentru că "așa am procedat dintotdeauna". Un exemplu de autoritarism tradițional este monarhia absolută.
Autoritatea charismatică este definită de Weber ca "devoțiunea față de o sanctitate excepțională, un erou sau o persoană cu un caracter exemplar, și față de setul de norme sau ordine ale acestei persoane". Iisus Hristos este considerat un exemplu de lider religios charismatic.
Autoritatea legal-rațională are drept de constrângere în virtutea postului pe care îl deține. Weber a identificat "reglementări create în mod rațional" drept caracteristica principală a acestei forme de autoritate. Democrațiile moderne sunt exemple de regimuri legal-raționale. Oamenii se supun în general autorității legal-raționale întrucât își dau seama că este spre binele lor și al societății.
Suveranitatea este dreptul guvernului de a exercita un control asupra sferelor sale de influență fără alte interferențe externe.